# جرترود كيلي
جرترود كيلي (بالإنجليزية: Gertrude Kelly)‏ هي طبيبة أمريكية، ولدت في 1862 في Carrick-on-Suir ‏ في جمهورية أيرلندا، وتوفيت في 24 فبراير 1934 في نيويورك في الولايات المتحدة.